# Hermann Heinrich Gossen
Hermann Heinrich Gossen (7 de setembre de 1810 a Düren – 13 de febrer de 1858 a Colònia) fou un economista alemany, autor de l'obra Evolució de les lleis de l'intercanvi humà, en la qual enuncia una sèrie de lleis que després servirien de base a la teoria de la utilitat marginal.

## Biografia
Hermann Heinrich Gossen va néixer a Düren, Roer (departament) (Roerdépartement, o Département de la Roer), Primer Imperi francès .  Avui dia, aquesta zona es coneix com a Rin del Nord-Westfàlia, Alemanya. Hermann va morir a Colònia (Köln), Rin del Nord-Westfàlia, Prússia. Els seus pares van ser Georg Joseph Gossen (15 de desembre de 1780 - 7 d'octubre de 1847) (també conegut com Georg Josef Gossen) i Maria Anna Mechtilde (Mechthildis) Scholl (22 de febrer de 1768 - 29 de juny de 1833). Georg i Maria es van casar el 25 d'octubre de 1804 a Aquisgrà.
L'avi patern d'Hermann, Arnold Winand Gossen, es va casar amb Anna Cordula Schmitz el 3 de setembre de 1774 a Selgersdorf, Jülich, Prússia. Arnold Winand Gossen, un Kurfürstlicher steuereintreiber (recaptador d'impostos electorals) i Wahlrentenmanager (administrador de pensions electorals), va ser un dels funcionaris més respectats que operaven a la ciutat de Düren, el ducat de Jülich i altres parts de la regió del Baix Rin de Prússia. Tanmateix, a partir de mitjans de la dècada de 1790, Arnold va anar perdent gradualment la seva posició i els seus ingressos, a causa de l'adquisició per part de França de territoris prussians on Arnold tenia operacions comercials en curs. Aquestes adquisicions de territori prussià per part de França van ser conseqüència de la participació de Prússia en les Guerres Revolucionàries Franceses (1792-1802)
Gossen va estudiar a Bonn, després va treballar a l'administració prussiana fins a la seva jubilació el 1847, després de la qual cosa va vendre assegurances fins a la seva mort
Abans de Gossen, diversos teòrics, com Gabriel Cramer, Daniel Bernoulli, William Forster Lloyd, Nassau William Senior, i Jules Dupuit havien emprat o afirmat la importància d'alguna noció d'utilitat marginal. Però Cramer, Bernoulli i Dupuit s'havien centrat en problemes específics, Lloyd no havia presentat cap aplicació, i si Senior realment es dedicava al desenvolupament d'una teoria més general, llavors ho va fer en un llenguatge que va fer que la majoria de l'aplicació perdés lectors.

## Entwickelung der Gesetze des menschlichen Verkehrs (1854)
El llibre de Gossen Die Entwickelung der Gesetze des menschlichen Verkehrs, und der daraus fließenden Regeln für menschliches Handeln (El desenvolupament de les lleis de les relacions humanes i les regles conseqüents de l'acció humana), publicat a Braunschweig el 1854, va desenvolupar de manera molt explícita implicacions generals a partir d'una teoria general de la utilitat marginal, fins al punt que William Stanley Jevons (un dels preceptors de la revolució marginal) va remarcar més tard que:
| « | És molt evident que Gossen m'ha anticipat completament pel que fa als principis generals i al mètode de la teoria de l'economia. Pel que puc entendre, el seu tractament de la teoria fonamental és encara més general i exhaustiu que el que vaig poder plantejar. | » |

Tanmateix, Die Entwickelung va tenir una mala acollida, ja que el pensament econòmic a Alemanya estava llavors dominat per l’Escola Històrica i com Gossen el va escriure en un estil dens i molt matemàtic que era força impopular en aquell moment. Encara que el mateix Gossen va declarar que la seva obra era comparable en el seu significat a les innovacions de Copèrnic, pocs altres van estar d'acord; la majoria dels exemplars del llibre van ser destruïts i, avui dia, només existeixen alguns exemplars originals.
A principis de la dècada de 1870, William Stanley Jevons, Carl Menger i Léon Walras van reintroduir cadascun la teoria de la utilitat marginal. Durant les discussions sobre quin d'aquests tres havia estat el primer a formular la teoria, un col·lega de Jevons va descobrir una còpia de Die Entwicklung. Tanmateix, el descobriment (el 1878) va arribar diversos anys després que els tres directors de la Revolució Marginal haguessin publicat els seus propis llibres, i es van passar per alt les diferències significatives amb les contribucions originals de Gossen. Un segle més tard (1983) el llibre de Gossen va ser traduït a l'anglès. En la seva introducció al llibre, Nicholas Georgescu-Roegen, un destacat economista nord-americà (Distinguished Fellow of the American Economics Association), va donar suport fermament a la visió de Gossen, que s'oposa a l'ortodòxia neoclàssica que la utilitat (satisfacció) s'identifica correctament amb els consumibles en teoria bàsica (de la utilitat) en lloc de l'activitat de consum:
| « | Atès que l'únic fet cert és la intensitat del plaer sentit en un instant de temps, l'únic enfocament epistemològicament sòlid és prendre la intensitat com a concepte primari. ([1854] 1983, lxxxi) | » |

Georgescu-Roegen també va ampliar la formulació conductual de Gossen introduint l'oci a més de les activitats de producció i consum.

Gossen va ser un dels primers economistes a argumentar que una economia planificada centralment era inviable:
| « | Original: … nur durch Feststellung des Privateigenthums der Maßstab gefunden wird zur Bestimmung der Quantität, welche den Verhältnissen angemessen am Zweckmäßigsten von jeden Gegenstand zu produïren ist. Darum würde denn die von Communisten projectirte Centralbehörde zur Vertheilung der verschiedenen Arbeiten und ihrer Belohnung sehr bald die Erfahrung machen, daß sie sich eine Aufgabe gestellt habe, deren Lösung die Kräfte weinberstechen Mensitzelner. | » |

| « | Traducció: "... només mitjançant l'establiment de la propietat privada es pot trobar la mesura per determinar la quantitat de cada mercaderia que seria millor produir en condicions determinades. Per tant, l'autoritat central [que és] proposada pels comunistes per a la distribució de les diferents tasques i la seva recompensa, es trobaria ben aviat que havia emprès una tasca la solució de la qual supera amb escreix les capacitats dels homes individuals". | » |

Precursor del marginalisme i de l'economia matemàtica, va romandre totalment ignorat fins que primer Jevons i després Walras el van rescatar de l'oblit, posant de manifest els importants èxits del seu Entwicklung der Gesetze donis menschlichen Verkehrs ('Desenvolupament de les lleis de l'intercanvi entre els homes') de 1854.

## Obra
Gossen partia de la idea que l'objecte de la conducta humana era aconseguir el màxim gaudi possible. Basant-se en això, va formular dues lleis que porten el seu nom:
- La primera llei de Gossen, coneguda com a Llei del decreixement de la utilitat marginal, suposa que la quantitat de gaudi que un individu obté d'una unitat d'un bé disminueix a mesura que es van satisfent les seves necessitats amb altres unitats del bé.
- La segona llei de Gossen, coneguda com a Llei de la igualtat de les utilitats marginals ponderades, sosté que el màxim gaudi s'aconsegueix quan per a tots els béns l'última unitat monetària invertida en ells produeix la mateixa utilitat.

A partir d'elles, els autors neoclàssics van posar de manifest la seva oposició a l'explicació teòrica que els valors de canvi (preus) dels béns són els costos de producció, tal com sostenien els autors clàssics, per a qui el valor d'ús d'un bé (o utilitat) no servia per explicar els preus als quals s'efectuava l'intercanvi.